# Paul Malong Awan
Paul Malong Awan (1962) é um político e militar do Sudão do Sul.
Tornou-se general e comandante da área militar do Sul do Sudão durante a guerra civil sudanesa de 1983 a 2005, que resultaria na independência do Sudão do Sul em 2011. Ele foi então, a partir de março de 2008, governador do Bahr al-Ghazal do Norte.
No final de 2013, eclodiu uma Guerra Civil no Sudão do Sul entre o presidente Salva Kiir e seu vice-presidente Riek Machar. Em abril de 2014, Paul Malong Awan foi nomeado Chefe do Estado-Maior das Forças Armadas do Sudão do Sul pelo presidente sul-sudanês Salva Kiir Mayardit.
Em agosto de 2015, iniciou-se uma tentativa de reconciliação entre Kiir e Machar, após um acordo assinado por suas respectivas comitivas. No entanto, a tensão aumenta em julho de 2016, com combates entre ambas as forças nas cidades. Embora as forças sob o seu comando cometam abusos na capital, o general Paul Malong Awan apela em 11 de julho de 2016 a “todas as forças armadas a regressarem aos quartéis”, incluindo os seus militares, parecendo posicionar-se como o único capaz de restaurar ordem.